# 月牙河街道
月牙河街道，是中华人民共和国天津市河北区下辖的一个乡镇级行政单位。

## 行政区划
月牙河街道下辖以下地区：
靖江西里社区、靖江东里社区、涪江北里社区、开江南里社区、满江里社区、大江里社区、锦江北里社区、金沙江里社区、月牙河北里社区、环江里社区、丹江里社区、琴江公寓社区和泉江里社区。